# Nazionale maschile di rugby a 13 di Malta
La nazionale di rugby a 13 di Malta è la selezione che rappresenta Malta a livello internazionale nel rugby a 13. Nel 2011 ha partecipato per la prima volta allo European Shield.